# Попов, Александр Васильевич (селекционер)
Попов Александр Васильевич (3 мая 1903, село Знаменское (Большой Буртас), Пензенская губерния — 20 марта 1962) — советский учёный-селекционер в области выведения новых сортов свеклы, лауреат Ленинской премии (1960).

## Биография
Родился в селе Знаменское (Большой Буртас) Керенского уезда Пензенской губернии; кроме него, у родителей было ещё десять детей.
В 1921 году окончил Единую трудовую школу в Керенске. После этого отправился в Пензу с намерением поступить на обучение в школе садоводства. Однако того же года сдал документы в Воронежский сельскохозяйственный институт. Обучение закончил в 1926 году, трудовую деятельность начал на Рамонской опытно-селекционной станции под руководством академиков А. Л. Мазлумова и И. В. Якушкина. На Рамонской селекционной станции работал до 1940 года, когда перешел старшим специалистом по селекции сахарной свеклы на Уладовской селекционной станции.
В начале июля 1941-го с семьей и сотрудниками эвакуирован в Киргизскую ССР — на Новотроицкий сахарокомбинат Фрунзенского района.
С января 1945 года работает на Ялтушковском селекционном пункте (Винницкая область) заведующим отделом селекции сахарной свеклы.
Один из коллектива селекционеров, которые впервые в мире создали однодомную форму сахарной свеклы и довели её до производственного использования.
В 1955 году коллективом выведен новый сорт семян сахарной свеклы — Ялтушковский одноростковый 2; введен в практику в 1958 году.
Гибрид создан скрещиванием 83 % Ялтушковского односеменного и 17 % многосеменного сорта Рамонский 06, районирован в 1960 году. Его соавторы: А. В. Попов, А. К. Коломиец, И. Ф. Бузанов, В. П. Зосимович, М. Г. Бордонос и Г. С. Мокан.
В общем вывел 8 сортов сахарной свеклы.
Опубликовано его 12 научных работ, среди них: «Односеменная сахарная свекла», 1956,
- «Односеменная сахарная свекла в СССР», вместе с Орловским М. И. и Коломийцем О. К., 1958